# Cicha Wólka
Cicha Wólka (deutsch Grappendorf, 1938–1945 Kleinbolken) ist ein kleiner Ort in der polnischen Woiwodschaft Ermland-Masuren, der zur Landgemeinde Kowale Oleckie (Kowahlen, 1938–1945 Reimannswalde) im Powiat Olecki (Kreis Oletzko, 1933–1945 Kreis Treuburg) gehört.

## Geographische Lage
Cicha Wólka liegt im Nordosten der Woiwodschaft Ermland-Masuren unweit des Borkener Forsts (auch: Borker Heide, polnisch Puszcza Borecka), 16 Kilometer nordwestlich der Kreisstadt Olecko (Marggrabowa, 1928–1945 Treuburg).

## Geschichte
Der damals Grapendorf genannte Ort wurde im Jahr 1789 gegründet. Um 1871 Grappendorf genannt, war das Dorf von Gründung an ein großes Vorwerk zum Gut Czychen, das seit dem 30. September 1928 zur neu geformten Landgemeinde Czychen (1938–1945 Bolken, polnisch Cichy) gehörte. Diese lag im Kreis Oletzko – von 1933 bis 1945 „Kreis Treuburg“ genannt – im Regierungsbezirk Gumbinnen der preußischen Provinz Ostpreußen.
In Kriegsfolge kam das im Jahr 1938 in Kleinbolken umbenannte Dorf mit dem gesamten südlichen Ostpreußen zu Polen und trägt seitdem die polnische Bezeichnung Cicha Wólka. Das Dorf ist heute Sitz eines Schulzenamtes (polnisch Sołectwo) innerhalb der Landgemeinde Kowale Oleckie im Powiat Olecki, bis 1998 der Woiwodschaft Suwałki, seither der Woiwodschaft Ermland-Masuren zugehörig.

## Religionen
Grappendorf war bis 1945 in das Kirchspiel der evangelischen Kirche in Czychen (1938–1945 Bolken, polnisch Cichy) im Kirchenkreis Oletzko/Treuburg in der Kirchenprovinz Ostpreußen der Evangelischen Kirche der Altpreußischen Union eingepfarrt. Seit 1945 gehören hier lebende evangelische Kirchenglieder zur Kirche in Gołdap (Goldap), einer Filialkirche der Pfarrei in Suwałki in der Diözese Masuren der Evangelisch-Augsburgischen Kirche in Polen.
Katholischerseits waren die Einwohner Grappendorfs bzw. Kleinbolkens vor 1945 nach Marggrabowa (1928–1945 Treuburg, polnisch Olecko) im Bistum Ermland orientiert. Seit 1945 gehören sie zur neu errichteten Pfarrei in Cichy, deren einst evangelisches Gotteshaus nun katholische Pfarrkirche ist. Sie gehört zu einem der beiden Dekanate in Olecko im Bistum Ełk (Lyck) der Katholischen Kirche in Polen.

## Verkehr
Cicha Wólka liegt an einer untergeordneten Nebenstraße, die Cichy (Czychen, 1938–1945 Bolken) mit Szwałk (Klein Schwalg, 1938–1945 Schwalg) und dem Borkener Forst (auch Borker Heide, polnisch Puszcza Borecka) bei Czerwony Dwór (Rothebude) verbindet. Eine Bahnanbindung besteht nicht.